# Stenotomus chrysops
 Stenotomus chrysops, esparrall daurat o sarg de Nord-amèrica és un peix teleosti de la família dels espàrids i de l'ordre dels perciformes.

## Morfologia
Pot arribar als 46 cm de llargària total.

## Distribució geogràfica
Es troba a les costes de l'Atlàntic occidental: des de Nova Escòcia (Canadà) fins a Florida (Estats Units).